# هيداتسا

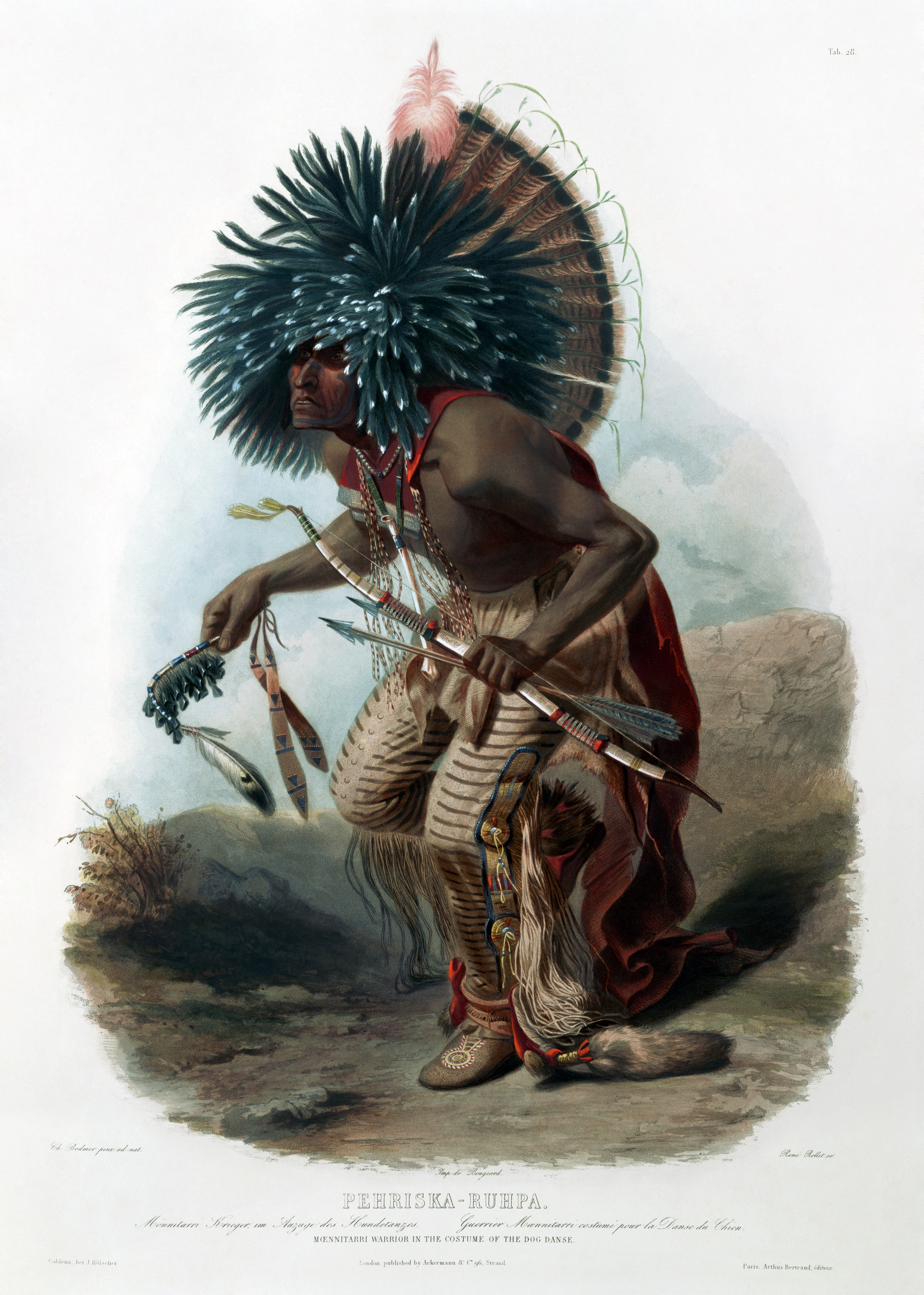
محارب من هنود أمريكا الشمالية

هيداتسا تسمى أيضًا البطون الكبيرة لميسوري هي قبيلة أمريكية أصلية أصلًا من ولاية داكوتا الشمالية. كانوا حلفاء للماندان، الذين تجمعوا وشكلوا شعب الماندان، هيداتسا وأريكارا.

## الاسم
الاسم المستعار لشعوب هيداتسا هو هيراكا. وفقًا للتقاليد القبلية، فإن كلمة هيراكا مشتقة من كلمة ميراكي «صفصاف». ومع ذلك، فإن علم اشتقاق الكلمة واضح والتشابه مع ميراكي غير حاسم. حمل الاسم الحالي هيداتسا في السابق إحدى القرى القبلية الثلاث. عندما وُحدت القرى، اعتُمد الاسم للقبيلة ككل.
يطلق عليهم حلفائهم الماندان، اسم مينيتاري، في اللغة الأسيبونية يعرفهم (يطلق عليهم شعب هيداتسا اسم هيدوسيدي) الأسيبونيون على أنهم ماكوهازاوا يودا، هيواكتو.
بين الحين والآخر، كان هناك توترات بينهم وبين غروفانت في مونتانا ومقاطعات البراري الحالية في كندا، والتي كانت جزءًا من الشعوب الناطقة بلغات أراباهو. كان يُطلق على غروفانت الرُّحّل اسم مينيتاريس البراري، أو مينيتاريس السهول، أو غروفانت البراري، في حين شعوب هيداتسا شبه الحضريين يُعرفون بمينيتاريس ميزوري، أو غروفانت من ميزوري.

## تاريخ
في عام 1800، قامت جماعة من هيداتسا بالإغارة وخطف ساكاجاويا وعدة فتيات أخريات في معركة أسفرت بالنسبة للشوشون، عن مقتل أربعة رجال وأربع نساء وعدد من الأولاد. أقتيد الاسرى في قرية تابعة للهيداتسا بالقرب من واشبورن ، داكوتا الشمالية الواقعة في الولايات المتحدة.